# Pseudochthonius falcatus
Pseudochthonius falcatus es una especie de arácnido  del orden Pseudoscorpionida de la familia Chthoniidae.

## Distribución geográfica
Es endémica de Belice.